# Maliattha picata
Maliattha picata là một loài bướm đêm trong họ Noctuidae.